# St. Augusta
St. Augusta – miasto w Stanach Zjednoczonych, w stanie Minnesota, w hrabstwie Stearns.